# Andrezinho (calciatore 1986)
André Francisco Williams Rocha da Silva, meglio noto come Andrezinho (Igarapé, 12 febbraio 1986), è un ex calciatore brasiliano, di ruolo centrocampista.

## Carriera
In carriera ha giocato 11 partite nelle coppe continentali, di cui 4 per l'Europa League e 7 per la CAF Champions League.